# オニツカタイガー
オニツカタイガー（Onitsuka Tiger）は、日本のスポーツファッションブランドである。もとは鬼塚喜八郎によってオニツカ創業時に設立されたスポーツシューズブランドで、現在はアシックスが展開するブランドの一つになっている。1949年創業の鬼塚商会は、同年9月に鬼塚株式会社に社名を変更、1977年にはアシックスに統合している（合併時の社名はオニツカ株式会社。当記事ではアシックス統合前の会社名を通称の「オニツカ」で統一して表記する）。

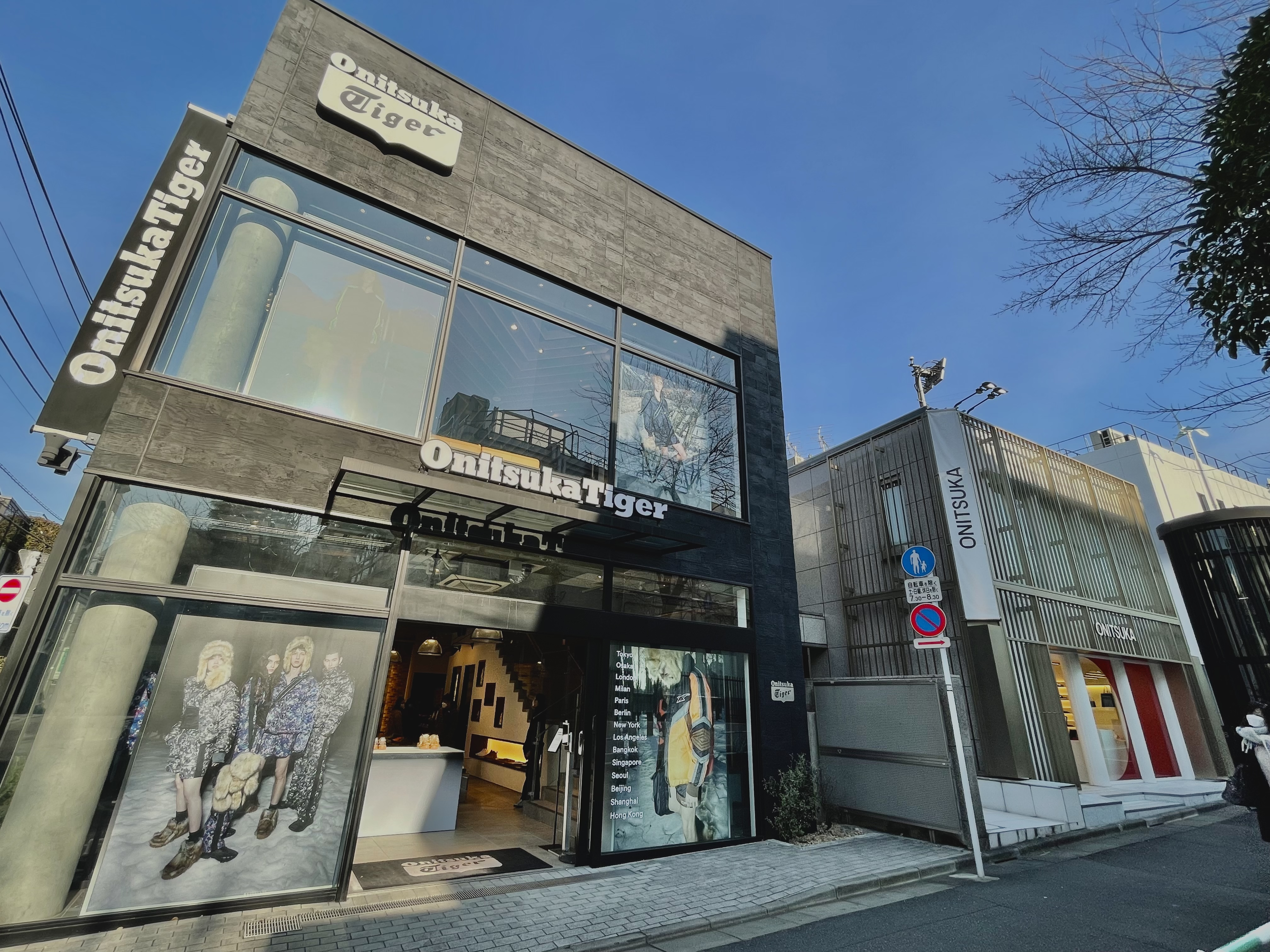
オニツカタイガー表参道店。表参道店は直営店で世界最大となる旗艦店。右奥のTHE ONITSUKAの店舗とNIPPON MADEの店舗を併設する。

## ブランド
オニツカタイガーは、「アシックス」に並ぶアシックス株式会社の基幹ブランドの一つである。「アシックス」はスポーツパフォーマンスブランドとして定義される一方、オニツカタイガーはスポーツファッションブランドとされている。
初代のバスケットボールシューズを発売した頃、鬼塚はシューズにブランド名を付けることを考えていた。初めに考えた「虎印」は既に他の企業が登録していたため、自身の苗字と虎を組み合わせた「オニツカタイガー」をブランド名とした。鬼塚の「鬼」とアジアで最も強い動物である「虎」を組み合わせると、想像もできないくらい強い動物をイメージさせるという狙いもあった。また、初期のオニツカを支えた吉川ゴム工業所社長、吉川寅一もブランド名の由来になっている（後述）。

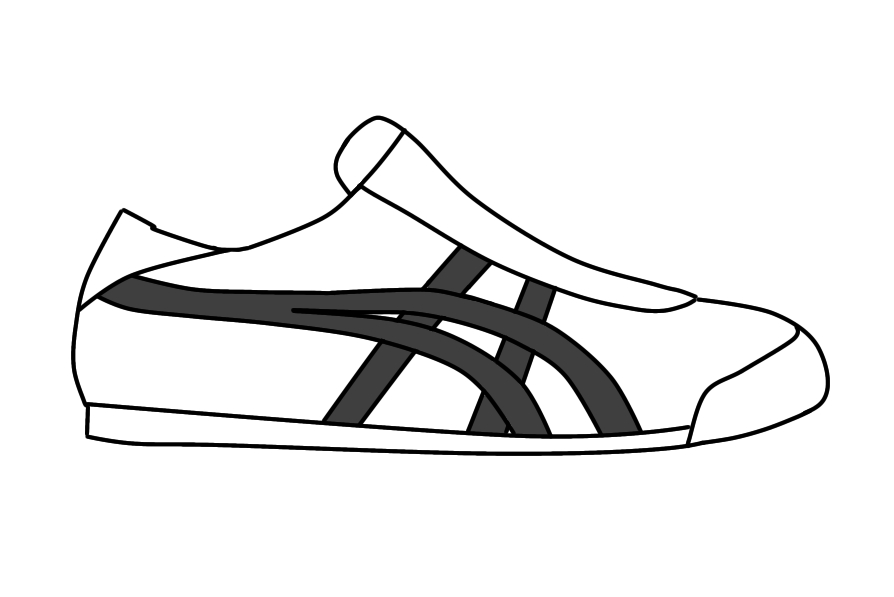
シューズに施されたアシックスストライプ（オニツカタイガーストライプ、タイガーストライプとも）の模式図。1966年の誕生当時の呼称はメキシコライン。商標登録:第5044248号ほか。

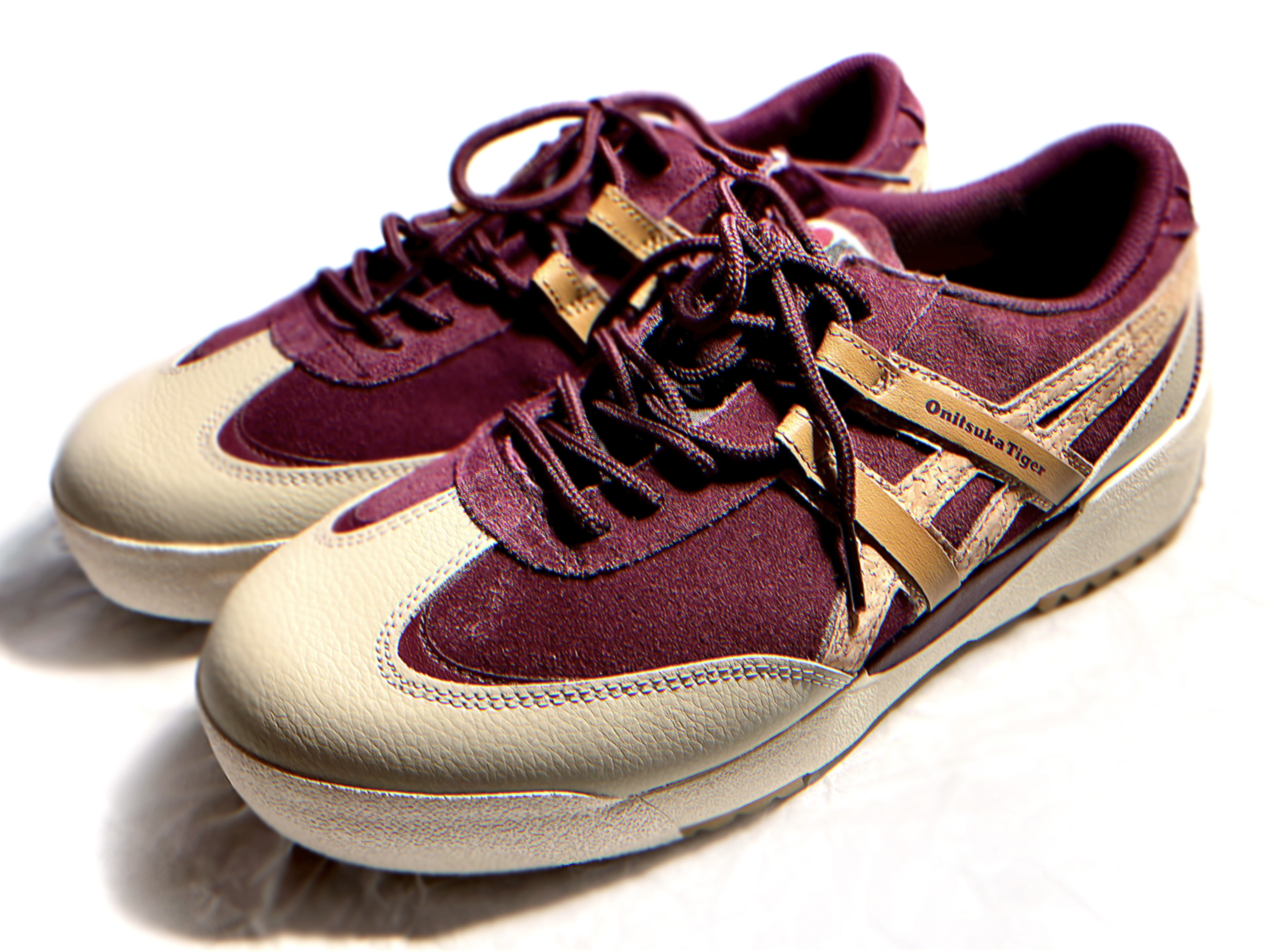
2020年代に発売されたモデル。「オニツカタイガーストライプ」のデザインは1966年から変わらない。

ブランドの代表的なマークとして親しまれている「オニツカタイガーストライプ」は、ひと目でオニツカのシューズとわかるデザインを作ることを目指して生み出された。オニツカでは1968年のメキシコシティ大会まで、オリンピックごとに側面に位置するラインのデザインを変更していた。例えば、1960年ローマ大会には日の丸、1964年東京大会ではUIラインが試みられた。1968年メキシコシティ大会を控えた1966年、社内公募によって集められたおよそ200の候補の中から絞り込んだものに、テレビやフィールドで一瞬で視認・判別できるように改良を重ねてオニツカ特有のストライプ模様が誕生した。同年、ストライプをはじめて搭載したモデルのひとつである「LIMBER」が発売された（後述）。このストライプは 「メキシコライン」という名称で国際デビューしている。デザイン的に優れていたこと、またアメリカを中心に「ブランディング」という学問が確立された背景から、以降このデザインは固定された。現在はアシックス社の最重要知的財産の一つとなり、「アシックスストライプ」として日本の商標登録:第5044248号ほか、世界のおよそ190か国で商標権を取得している。

## 歴史

### 初期

#### バスケットボールシューズの開発
オニツカは1949年に設立。戦後間もない日本の青少年育成に貢献し、より良い未来を再建することを企業理念とした。鬼塚の最初の製品は草鞋にも似たバスケットボールシューズだった。このデザインは兵庫県バスケットボール協会の理事長だった松本幸雄など多くの人に受け入れられず、日本経済新聞で連載した「私の履歴書」によれば、「『これは何や。わらじでバスケットをしろというのか』と床にたたきつけられ」たという。そのため、デザイン段階まで戻って選手の動きによく順応するデザインが考えられた。シューズの問題点は靴底の滑りやすさだった。1951年、鬼塚は夕食に出されたタコの酢の物に着想を得て、タコの吸盤のようにくぼみの深いソールを搭載した「TIGER BASKETBALL SHOES」を開発。グリップが強く、プレーヤーの速攻や急停止といったゲームには欠かせない動きを可能にした。松本の紹介もあって、新商品は全国に広まった。バスケットシューズは製造が難しく、製造委託先が頼みだった靴づくり素人の鬼塚に手を差し伸べたのが、神戸・長田の吉川ゴム工業所社長、吉川寅一である。彼の名前が「オニツカタイガー」の由来の一つである。

#### ランニングシューズの開発
バスケットボールシューズの開発に次いで、鬼塚はランニングシューズの開発に没頭した。当時の日本マラソン界は、地下足袋のようないわゆる「金栗たび」で走るのが一般的で、選手たちは足にマメができるのに悩まされていた。長距離走者がマメに悩まされないランニングシューズを開発するため、オニツカはマラソン選手の寺沢徹と協力。1955年には日本全国500店舗のスポーツ用品店にまで事業を拡大した。1958年、短距離走者のオリバー・スキルトンは欧州大会で銅メダルを獲得した時にオニツカの靴を着用した。1960年には軽量で走りやすく、優れた通気性を持つ「MAGIC RUNNER」が登場。MAGIC RUNNERは、マメのできる仕組みを大阪大学医学部の水野祥太郎教授から「簡単にいえば火傷の原理だ」と教わり、入浴時に自身の足の指先がふやけるのを見て靴の中の温度上昇を抑えることを発想したという。鬼塚は空気循環システムを研究し、孔を開けるという発想が初めて登場した。

### ブランドの確立

#### 東京オリンピックからメキシコシティーオリンピック、アシックスの設立まで
1964年、オニツカは神戸証券取引所に上場し、その後大阪、東京の取引所にも上場した。1964年は東京オリンピックが開催された年でもある。東京大会ではブランドを代表するモデル「RUNSPARK」がデビューした。RUNSPARKはオニツカで初めて固定式スパイクを採用したシューズで、このシリーズではさまざまな靴の構造が試された。
現在もオニツカタイガーとアシックスのシューズにあしらわれている「オニツカタイガーストライプ」のデザインが初めて登場したのは1966年の「LIMBER UP 革 BK」である。同年はメキシコシティでオリンピックのプレオリンピックが開催されていた。
1975年、バスケットボールの攻撃戦略、ファーストブレーク（Fast break、速攻）からネーミングした商品 「FABRE BL-S」を発表した。1972年のミュンヘンオリンピックでは日本代表がFABREを着用し、14位入賞を果たした。
フィンランド人ランナー、ラッセ・ビレンは1972年ミュンヘンオリンピックでアディダスを着用して優勝した後、1976年モントリオールオリンピックでオニツカタイガーを着用し、5000mと10000mで優勝した。1977年には、すべてのスポーツブランドを「アシックス」ブランドに統合。「オニツカタイガー」ブランドも消失した。

#### 初期のナイキとの協力関係と決裂
1950年代後半、オレゴン大学の中距離走選手フィリップ・ナイト（フィル・ナイト）はアメリカのトップコーチの一人だったビル・バウワーマンの指導を受けていた。バウワーマンはランニングシューズの、より軽く衝撃吸収性の高いデザインを試みた人物である。ナイトはオレゴン大学卒業後、スタンフォード大学のビジネススクールに進学し、アスレチックシューズのマーケティングをテーマにMBA論文を執筆した。学位取得後の1962年11月、卒業旅行で日本の神戸に立ち寄ったナイトはオニツカのシューズの高性能と低価格に感激し、鬼塚喜八郎と面会。アメリカ西部での販売代理店契約を結んだ。1963年、ナイトはタイガーシューズの荷物を受け取った。その後、バウワーマンとともに500ドルずつ出資して「ブルーリボンスポーツ」（BRS）社を設立。これが現在のナイキのルーツである。「TIGER CORTEZ」はBRS社から依頼されて開発したものである。両社はBRSがアメリカ市場で売れる商品を提案し、オニツカが製品へ反映するという密接な連携を取っていた。
しかし、BRS社は自社独自のブランドシューズの展開を準備し、福岡のアサヒコーポレーション（ブリヂストンの源流）にトレーニングシューズを製造委託。1971年には自社ブランド「NIKE」の象徴である、スウッシュの入ったシューズを発売した。さらにバウワーマンの案でオニツカが販売していたCORTEZを巡って両社が対立。BRSはオニツカを提訴し、弁護士費用と和解金あわせて1億数千万円をオニツカが負担し、シューズの名称をTIGER CORTEZからTIGER CORSAIRに変更する条件で和解した。

### 2000年代の再始動

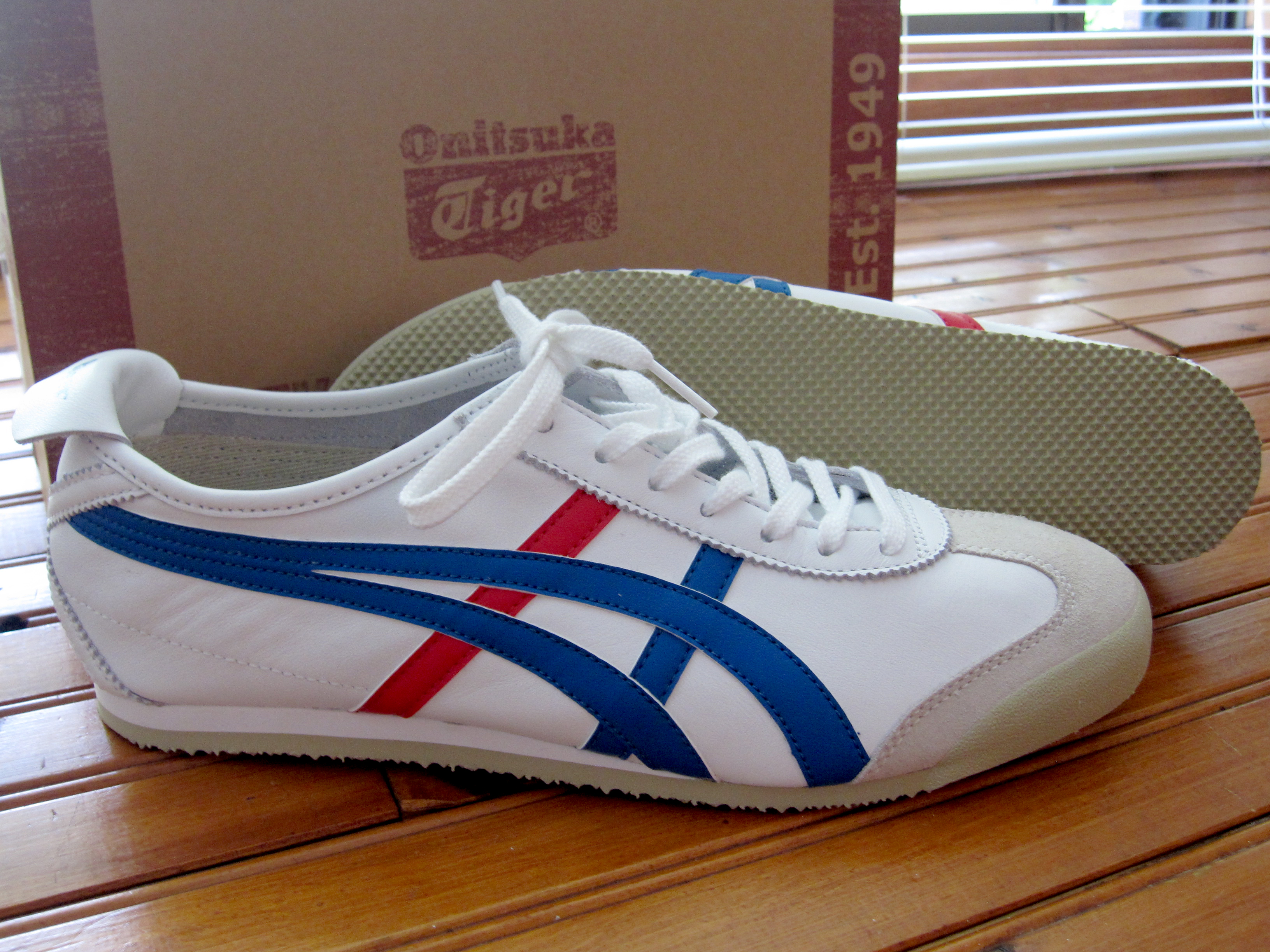
MEXICO 66

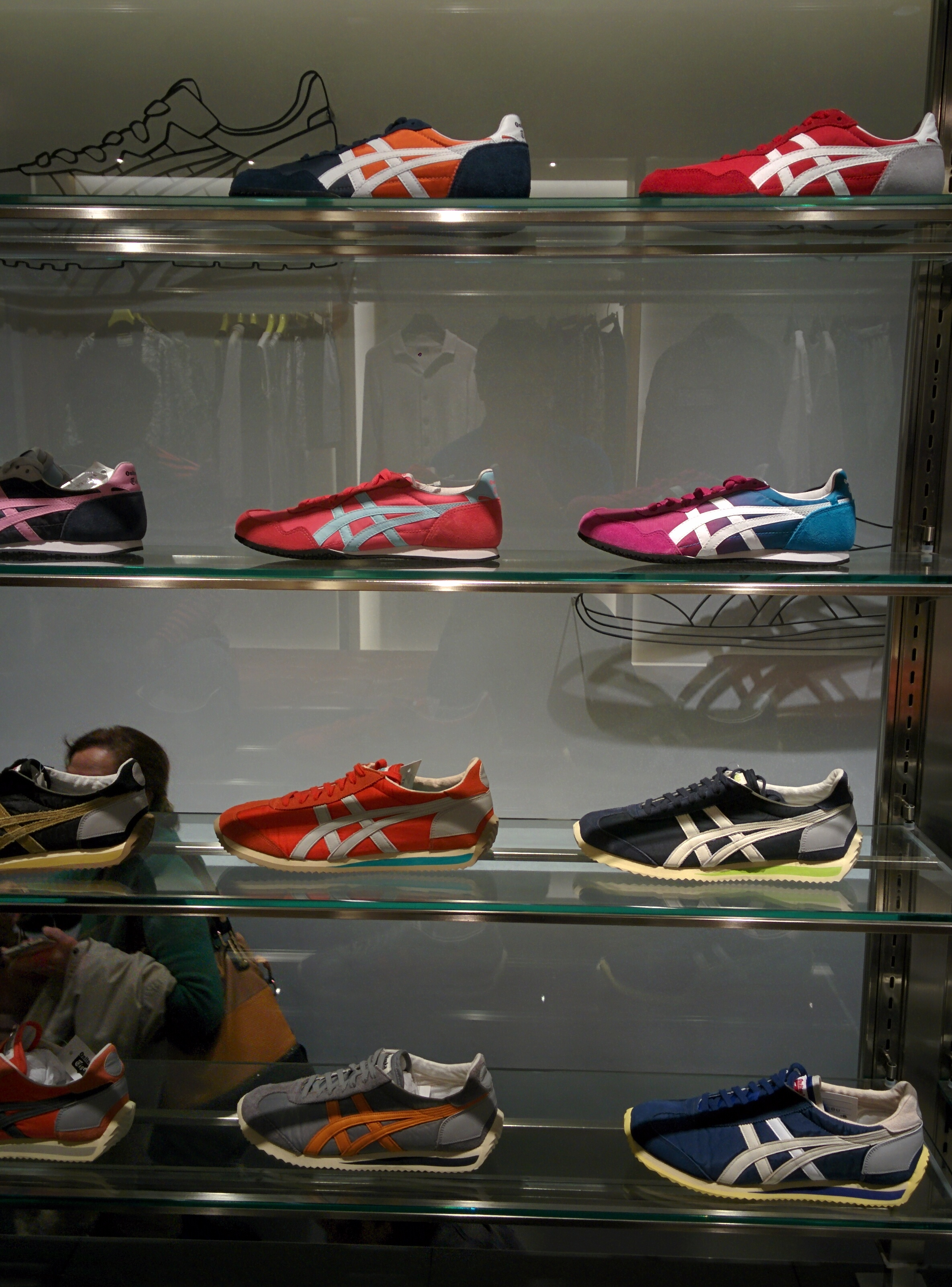
シューズ

1977年のアシックス設立後消滅していた「オニツカタイガー」ブランドは、ヨーロッパのファッション市場でクラシックタイプのシューズが再評価される潮流を掴んで、海外のファッション市場向けのレジェンドブランドとして2002年に復刻。アシックスヨーロッパ社長の尾山基（後に取締役会長）がヨーロッパでのレトロファッション流行の兆しに目をつけたのが始まりだった。同年、 1966年のLIMBERをベースにした「MEXICO 66」を販売した。2003年、ユマ・サーマンは映画『キル・ビル』で、有名な黄色の衣装に合わせてオニツカタイガーのスニーカーTAI-CHI（イエローにブラックのオニツカタイガーストライプ）を着用した。これがきっかけとなりメディアで広く取り上げられ、ミラノファッションウィーク、東京コレクションなどに次々と参加。オニツカタイガーのファッショナブルなイメージを加速させた。
2007年までにオニツカタイガーは日本のみならずパリ、ベルリン、ロンドン、ソウル含む23の独立店舗を開設。2017年、ブランドの売上高は20パーセント増の319億円となった。2002年の復刻以降売上は右肩上がりで、2022年時点で日本国内に35店舗、全世界160店舗を構える。売上構成は日本国外が85パーセントを占める。

#### NIPPON MADE

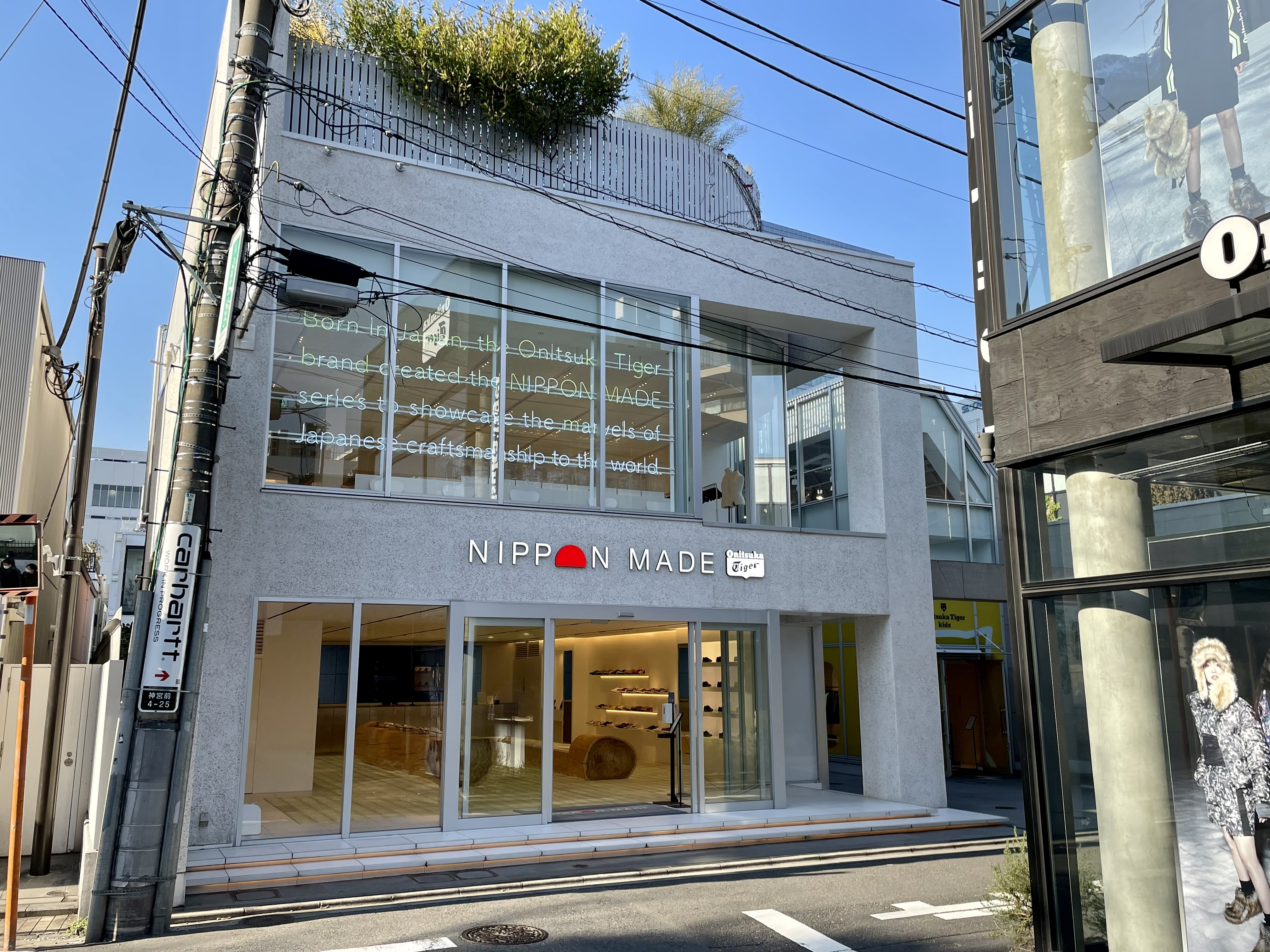
NIPPON MADE 表参道店

2008年、オニツカタイガーはプレミアムシリーズ「NIPPON MADE」を発売した。オニツカタイガーの平均客単価は15000円から17000円だが、NIPPON MADEは平均3万円と高級ラインである。NIPPON MADEは日本製を意味し、 縫製からレザーの染め作業、仕上げなど、靴づくりの行程をすべて手作業で日本国内で行うことにこだわっている。2009年には60周年を記念した冊子『Made of Japan』を発売した 。